# Cerro El Pilón (Nuevo León)
El Cerro El Pilón; también llamado “Cerro Agua de las Moras” y “Cerro de Tía Liberata”, es una montaña en los municipios de Santiago, Cadereyta y Allende, estado de Nuevo León, México; forma parte de la Sierra Madre Oriental y del Área natural protegida estatal “Sierra Cerro de la Silla”. La cima está a 1,404 metros sobre el nivel del mar, está rodeado por Cerro de la Silla, Río San Juan, Llanura Costera del Golfo Norte, Cañón del Huajuco y Presa Rodrigo Gómez “La Boca”. La comunidad más cercana más cercana es Santiago, la vegetación predominante es bosque mixto.
En la parte norte se encuentra la Cueva de los Murciélagos, donde se dice que Agapito Treviño escondió un tesoro. En el lado oeste se encuentra la cañada “El Cielito”, frecuentada por senderistas locales.

## Clima
El clima es subtropical, la temperatura media anual es de 21 °C, el mes más caluroso es junio con temperatura promedio de 27 °C, y el más frío es enero con 13 °C. La precipitación media anual es de 911 milímetros, el mes más húmedo es septiembre con un promedio de 266 mm de precipitación y el más seco es enero, con 25 mm de precipitación.